# Dares ulula
Dares ulula (PSG: 117) is een insect uit de orde van de Phasmatodea (wandelende takken).

## Galerij

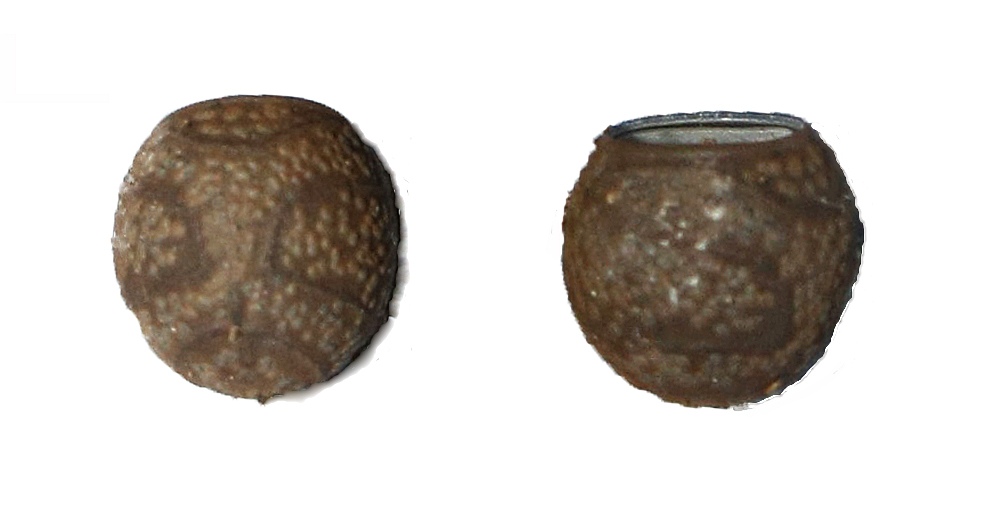
Eitjes
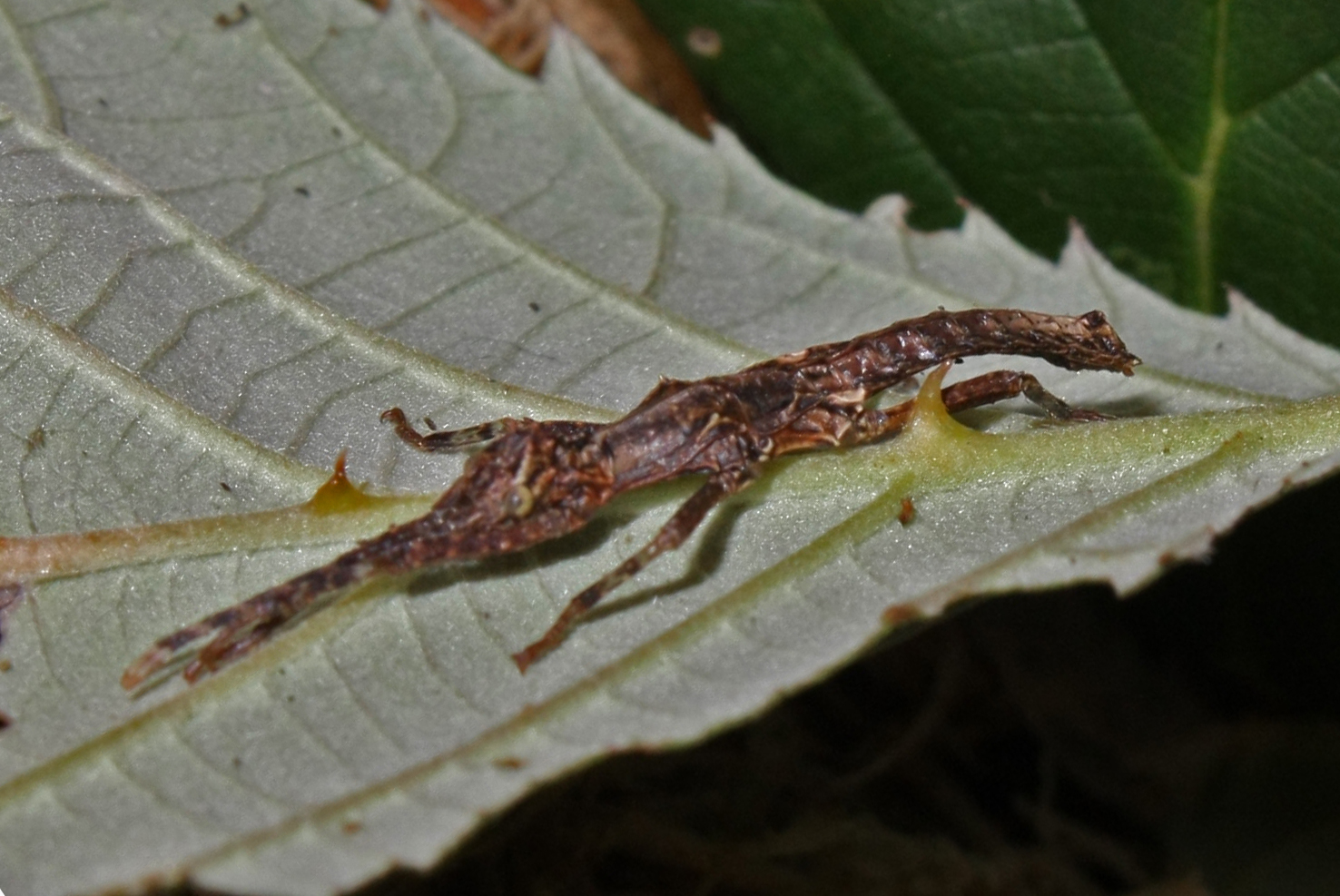
Nimf
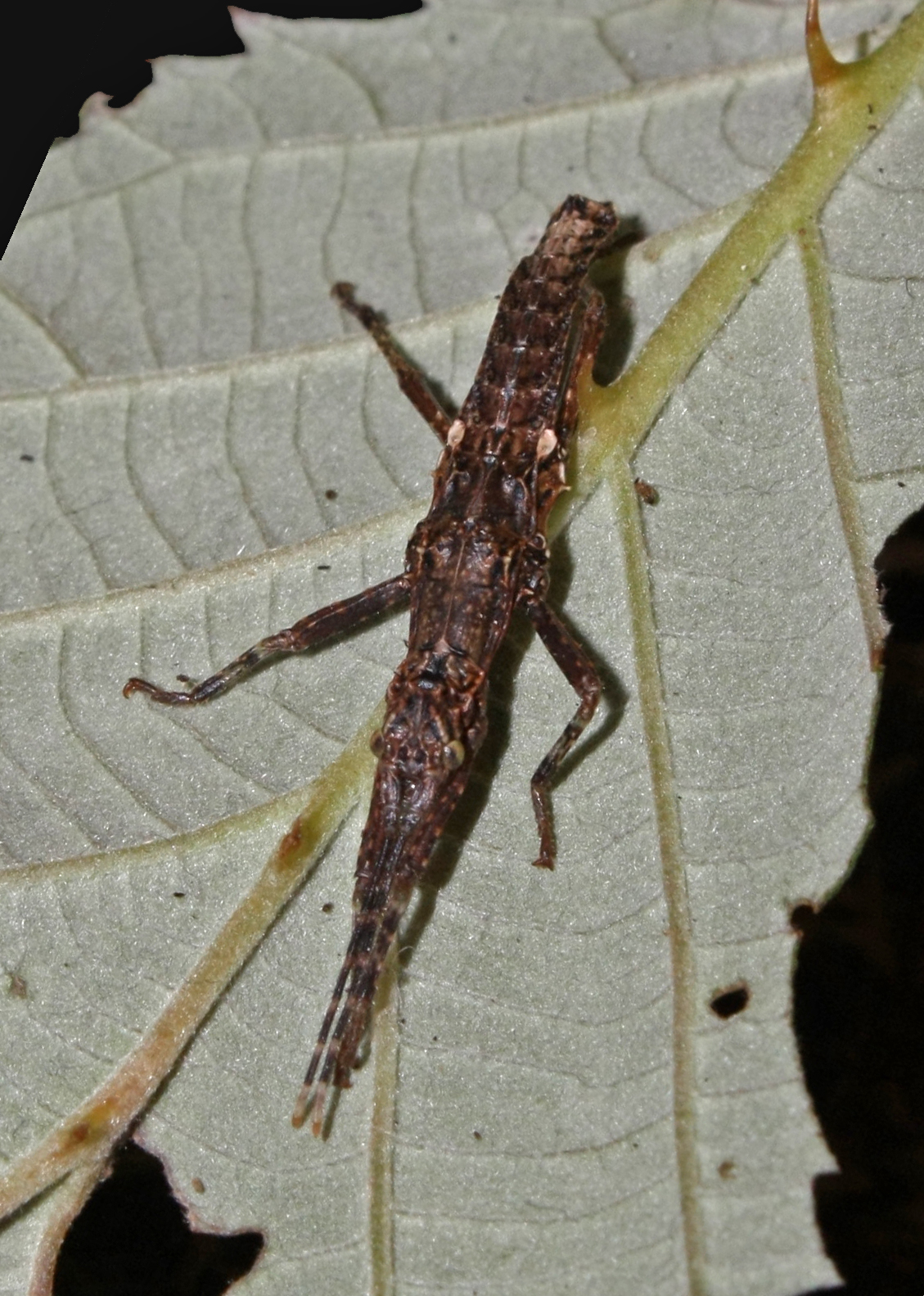
Nimf